# María Lorenza de los Ríos y Loyo
María Lorenza de los Ríos y Loyo, född 1768, död 1817, var en spansk dramatiker, känd för sin litterära salong och sitt stora teaterintresse.